# Mas de les Mirones
El Mas de les Mirones és un mas situat al municipi de Gualta a la comarca catalana del Baix Empordà.